# Vertrag von Shimonoseki

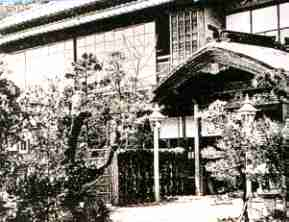
Ort der Vertragsunterzeichnung

Der Vertrag von Shimonoseki (chinesisch 馬關條約 / 马关条约, Pinyin Mǎguān Tiáoyuē; jap. 下関条約 Shimonoseki Jōyaku bzw. 馬関条約 Bakan Jōyaku) vom 17. April 1895 beendete den Ersten Chinesisch-Japanischen Krieg. Die Qing-Dynastie Chinas musste nach ihrer Niederlage mehrere Gebiete (u. a. Taiwan) an Japan abtreten und die Tributbeziehungen zu Korea beenden. Der Vertrag markierte damit den Beginn der 50 Jahre dauernden japanischen Herrschaft über Taiwan. Wegen seiner einseitigen Belastungen wird der Friedensvertrag zu den sogenannten Ungleichen Verträgen gerechnet.

## Vorgeschichte

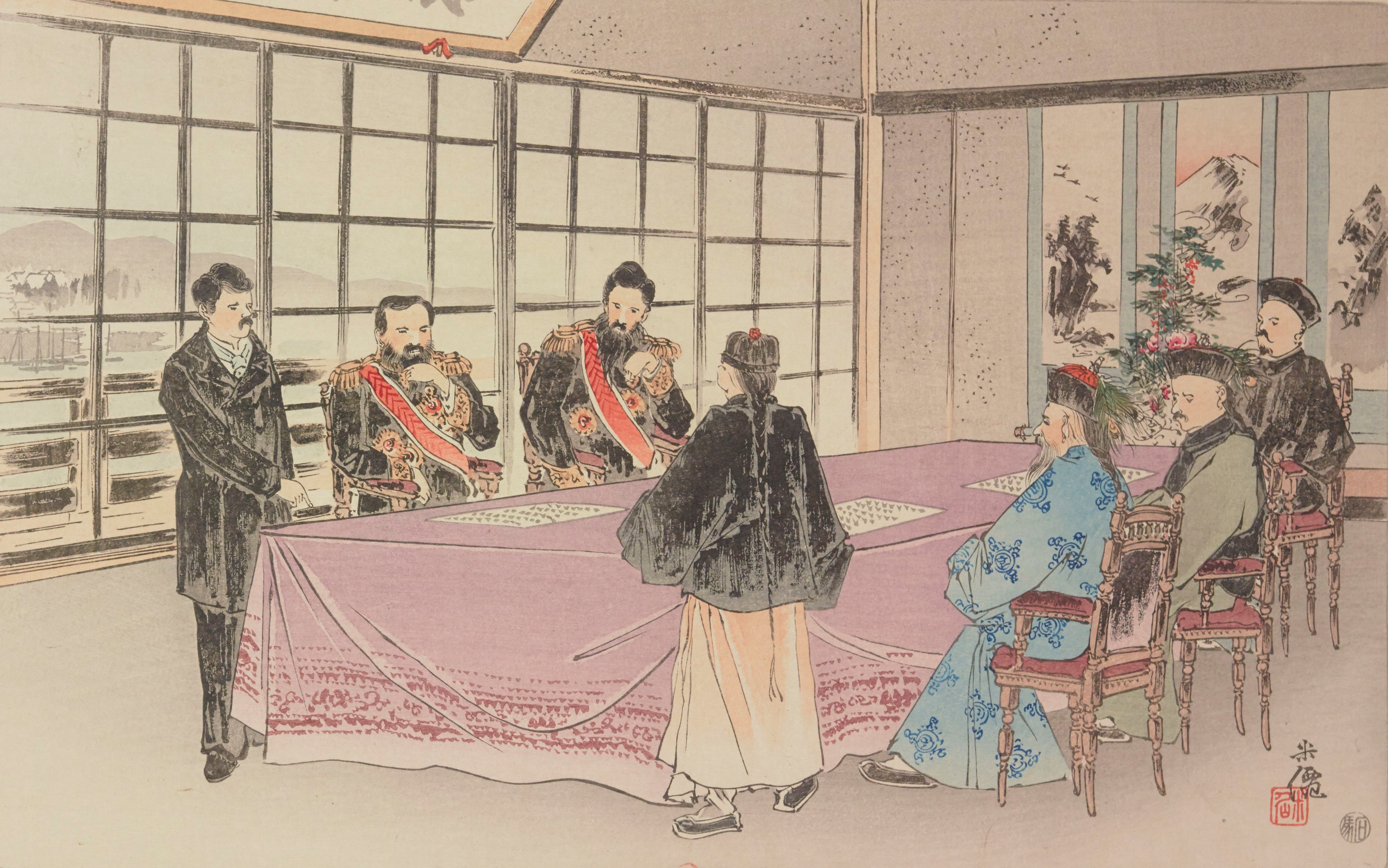
Vertragsschluss am 17. April 1895 in der Shunpanro-Halle

Nachdem das Kaiserreich Japan den acht Monate währenden Krieg dank überlegener Militärtechnologie für sich entscheiden konnte und im Frühjahr 1895 schließlich die Mandschurei sowie Teile Shandongs besetzt hatte, kapitulierten die chinesischen Streitkräfte und suchten um Frieden nach. Am 20. März wurden in der japanischen Hafenstadt Shimonoseki (damals Akamagaseki, auch: Bakan) entsprechende Verhandlungen aufgenommen. Bereits am 24. März wurden sie infolge des Attentats eines japanischen Nationalisten auf den chinesischen Chefunterhändler Li Hongzhang unterbrochen und erst am 10. April wieder aufgenommen. Am 17. April unterzeichneten schließlich Itō Hirobumi und Mutsu Munemitsu einerseits und die von dem amerikanischen Diplomaten John W. Foster beratenen Qing-Beamten Li Hongzhang und Li Jingfang andererseits in der Shunpanro-Halle das Vertragswerk.

## Inhalt
Der Vertrag sah insbesondere die Abtretung Taiwans (Formosa), der Penghu-Inseln (Pescadores-Inseln) sowie der Halbinsel Liaodong in der Mandschurei an Japan vor. Sie stipulierte die Beendigung von Chinas traditionellen, philosophisch-ideologisch motivierten Tributbeziehungen mit Korea. Im historischen Weltbild Ostasiens pflegten ausländische Staaten Beziehungen zu China, indem sie einen symbolischen Tribut an den Kaiser entrichteten. Dieser erwiderte die Geste, indem er als großzügige und rechtschaffene Figur den Gesandten Geschenke überreichte und ihnen den Handel in China gestattete. Die Tributzollung umfasste eine zeremonielle Unterwerfung.
Außerdem verpflichtete sich China zur Öffnung von vier weiteren Vertragshäfen (u. a. Chongqing am oberen Jangtse) für den bilateralen Handel mit Japan, in deren Umgebung Japan überdies das Recht zur Errichtung von Fabriken und Industrieunternehmen haben sollte.
Dazu war schließlich eine Kriegsentschädigung von 200 Millionen Silber-Tael vorgesehen, was deutlich mehr als der zweifachen Summe der Jahreseinkünfte der Qing-Regierung entsprach.

## Folgen
Im unmittelbaren Anschluss an die Unterzeichnung des Vertrags von Shimonoseki kam es zu heftigen Protesten unter den chinesischen Intellektuellen. Zum Ausgleich für die beträchtlichen Gebietsverluste und Finanzabflüsse wurden grundlegende wirtschaftliche und politische Reformen gefordert, was die Position der ohnehin schon angeschlagenen Qing-Dynastie noch mehr schwächte. Die Bewegung beeinflusste schließlich auch die von Kaiser Guangxu gegen den Willen seiner mächtigen Tante Cixi ausgerufene sogenannte Hundert-Tage-Reform von 1898, die ohne Erfolg blieb.
Unter den chinesischen Intellektuellen gab es auch solche, die Japan nach dem Sieg als Vorbild sahen, insbesondere nachdem es auch gegen Russland im Russisch-Japanischen Krieg 1904/05 siegreich geblieben war. Versuche, China nach dem Vorbild der Meiji-Restauration zu modernisieren, scheiterten jedoch weitgehend. Über 10.000 chinesische Studenten gingen nach Tokio, um westliches und auch bereits kommunistisches Gedankengut kennenzulernen. Die japanische Hauptstadt sollte so eine Keimzelle der sich anbahnenden chinesischen Revolution werden.
Die mit dem Vertrag verbundene immense Stärkung der Position Japans rief sehr bald die in China engagierten europäischen Fremdmächte auf den Plan: Bereits am 23. April 1895, d. h. nur sechs Tage nach dem Friedensvertrag, zwangen Russland, das Deutsche Reich und Frankreich das Inselreich mit der Intervention von Shimonoseki (bzw. Triple-Intervention) zum Verzicht auf die Abtretung der Liaodong-Halbinsel gegen eine Erhöhung der Kriegsentschädigung auf 230 Millionen Tael. In den folgenden Jahren nahmen sie die in Shimonoseki erzwungenen Gebietsabtretungen zum Vorbild für eigene Annexionsbestrebungen: So fielen zwischen 1897 und 1899 etwa Qingdao an das Deutsche Kaiserreich, Weihaiwei an Großbritannien, Liaodong und Lüshun an Russland sowie die Region Zhanjiang in Guangdong an Frankreich.
Der Vertrag legte die Grundlage für eine dauerhafte Etablierung Japans als Großmacht an der unmittelbaren Peripherie Chinas. Er leistete damit insbesondere auch der japanischen Aggression in den 1930er-Jahren Vorschub, die zunächst zur Besetzung der Mandschurei (Mandschurei-Krise) und schließlich zum Ausbruch des Zweiten Japanisch-Chinesischen Kriegs und dem daraus folgenden Zweiten Weltkrieg in Ostasien führen sollte.